# Blow Up Your Video
Blow Up Your Video è l'undicesimo album in studio del gruppo musicale australiano AC/DC, pubblicato il 18 gennaio 1988 dalla Atlantic Records.

## Tracce
Testi e musiche di Angus Young, Malcolm Young e Brian Johnson.
1. Heatseeker – 3:51
2. That's the Way I Wanna Rock n' Roll – 3:46
3. Meanstreak – 4:09
4. Go Zone – 4:27
5. Kissin' Dynamite – 4:00
6. Nick of Time – 4:18
7. Some Sin for Nuthin' – 4:12
8. Ruff Stuff – 4:30
9. Two's Up – 5:22
10. This Means War – 4:24

## Formazione
- Brian Johnson – voce
- Angus Young – chitarra solista
- Malcolm Young – chitarra ritmica
- Cliff Williams – basso
- Simon Wright – batteria